# Paso del Amate
Paso del Amate är en ort i Mexiko.   Den ligger i kommunen Santiago Tuxtla och delstaten Veracruz, i den sydöstra delen av landet, 400 km öster om huvudstaden Mexico City. Paso del Amate ligger 17 meter över havet och antalet invånare är 195.
Terrängen runt Paso del Amate är huvudsakligen platt, men österut är den kuperad. Terrängen runt Paso del Amate sluttar västerut. Runt Paso del Amate är det ganska tätbefolkat, med 70 invånare per kvadratkilometer. Närmaste större samhälle är Santiago Tuxtla, 17,7 km öster om Paso del Amate. Omgivningarna runt Paso del Amate är en mosaik av jordbruksmark och naturlig växtlighet.